# Аниф (замок)
Аниф (нем. Schloss Anif) — старинный замок в коммуне Аниф на южной окраине Зальцбурга в Австрии. Расположен на острове в искусственном пруду. По своему типу относится к замкам на воде. Наряду с такими сооружениями как Кройценштайн (рядом с Веной) и Графенегг (недалеко от города Кремс-ан-дер-Донау) — это один из самых известных австрийских замков в стиле романтического историзма.

## История

### Ранний период
Точная дата основания комплекса остаётся неизвестной. Однако в документах за 1520 года упоминается расположенный на это месте замок под названием Обервайхер. Его владельцем был тогдашний член городского магистрата Линхарт Праунекер.
Известно, что ранний замок был окружён рвом. С 1530 года это сооружение передавалось в феодальное владение архиепископу Зальцбургскому.

### После XVII века
В 1693 году владевший замком граф-епископ Иоганн Эрнст фон Тун унд Хоэнштайн произвёл реконструкцию главного здания. После этого комплекс перешёл во владение епископов Кимзее, которые использовали его в качестве летней резиденции. Так продолжалось до 1806 года. Последний из епископов, Зигмунд Кристоф фон Вальдбург цу Цайль и Траухбург, заложил вокруг замка пейзажный парк.

### XIX век

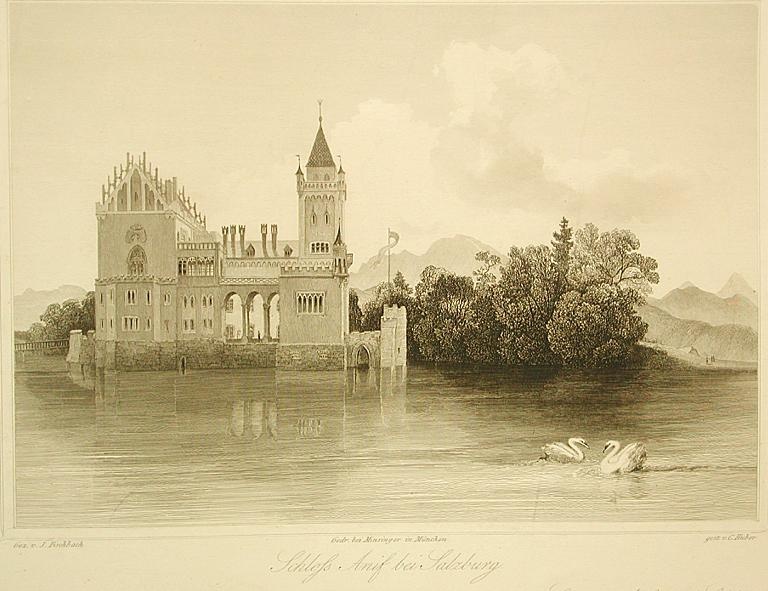
Замок на рисунке 1852 года

В декабре 1806 года территория Зальцбургского архиепископства утратила прежнюю автономию и стала частью Австрийской империи. Замок, пруд и парк оказались государственной собственностью. Имение с главным зданием с тех пор начали сдавать в аренду представителям знати. Однако никто из арендаторов не заботился о ремонте и реставрации комплекса.
Ситуация изменилась, когда в 1837 году поместье вместе со всеми зданиями было продано графу Алоису фон Арко-Штеппергу (1808—1891), правнуку императрицы Марии-Терезии. Между 1838 и 1848 годами он перестроил замок в неоготическом стиле с элементами романтизма. В качестве образца использовались английские замки эпохи Тюдоров. В числе прочего были возведены главная башня, дополнительные декоративные башенки и зубчатые навершия стен. Южный корпус надстроили на один этаж. С того времени замок обрёл свой нынешний вид. Ранее комплекс представлял собой четырёхэтажный усадебный дом с примыкающими к нему двухэтажным зданием и капеллой.
После смерти графа в 1891 году имущество перешло к одной французской дворянской семье. Эти люди после Великой французской революции сначала перебрались в Баварию, а собственниками замка Аниф стали через брак своей дочери Софи с графом Эрнстом фон Мой де Зонc.

### XX век

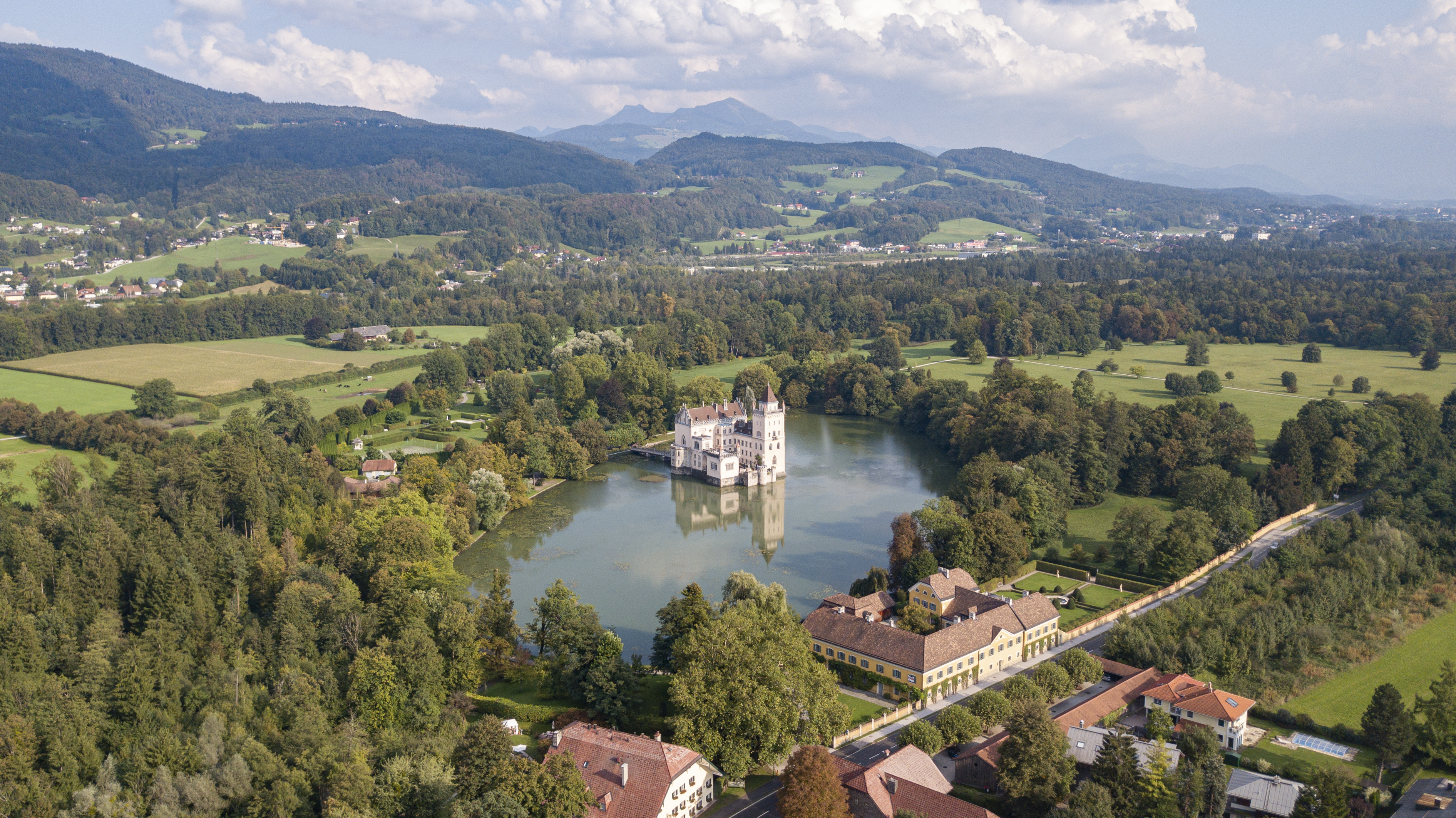
Замок на фоне гор

В 1918 году замок стал известен на всю Европу, когда король Людвиг III бежал сюда с семьёй из Баварии перед Ноябрьской революцией. Именно здесь монарх 12 ноября 1918 года выпустил манифест, в котором отрекался от престола и освобождал баварских государственных служащих, солдат и офицеров от присяги.
Во время Второй мировой войны в замке размещались части Вермахта. С мая 1945 году здание некоторое время использовалось американскими оккупационными войсками. В конце концов комплекс вернулся к прежним собственникам — семье Мой де Зонс.

### XXI век
В октябре 2001 года замок и его владелец Йоханнес Мой де Зонс попали в заголовки газет и оказались в центре скандала. Выяснилось, что часть старинной обстановки, которая считалась частью культурного австрийского наследия, выставлялась на продажу на аукционе Сотбис в Амстердаме. Некоторые предметы были выкуплены и возвращены в Австрию. Сейчас их можно увидеть в Зальцбургском музее.

## Описание
Замок имеет в основании квадратную форму и целиком занимает искусственный остров в восточной части пруда. Комплекс состоит из примыкающих друг к другу под прямым углом зданий. В восточной части находится главная четырёхэтажная резиденция. Южной крыло представляет собой трёхэтажный дом. В юго-западной части построена высокая квадратная башня.
Парк вокруг замка является одним из важнейших образцов садового искусства Австрии и имеет статус охраняемого памятника культуры.

## Современное использование
Замок Аниф по-прежнему находится в частной собственности. Владельцы, представители семьи Мой де Зонс, провели в период с 1995 по 2000 год капитальный ремонт комплекса. В настоящее время замок остаётся жилой резиденцией и закрыт для посещения публикой. Однако значительная часть парка во время праздников доступна для прогулок.

## В массовой культуре
В замке Аниф и рядом с ним не раз проходили съемки художественных фильмов:
- «Отец Браун[нем.]» (1962 год, Германия, криминальная драма) с Хайнцем Рюманом в главной роли.
- «Большие гонки» (1965 год, США, приключенческая комедия) с Тони Кёртисом, Джеком Леммоном и Натали Вуд.
- «Звуки музыки» (1965 год, мюзикл, США).
- «Досье ODESSA» (1974 год, детектив, Великобритания-ФРГ). Джон Войт, исполнявший главную роль, по сюжету встречает своего противника, которого играет Максимилиан Шелл, непосредственно в замке.
- «Туфелька и роза[англ.]» (1976 год, Великобритания, фильм-сказка) с Ричардом Чемберленом и Джеммой Крэйвен в главных ролях. В этой экранизации сказки о Золушке неоднократно на экране появляется замок Аниф.
- «Узник Зенды» (1979 год, США, комедия) с Питером Селлерсом в главной роли.
- «Kir Royal[нем.]» (1986 год, Германия). В этом сериале замок можно увидеть снаружи и внутри в эпизоде «Karriere».
- «Scarecrow and Mrs. King[англ.]» (1987, США). В данном сериале замок виден в эпизоде "Das Geisterschloss".

## Галерея

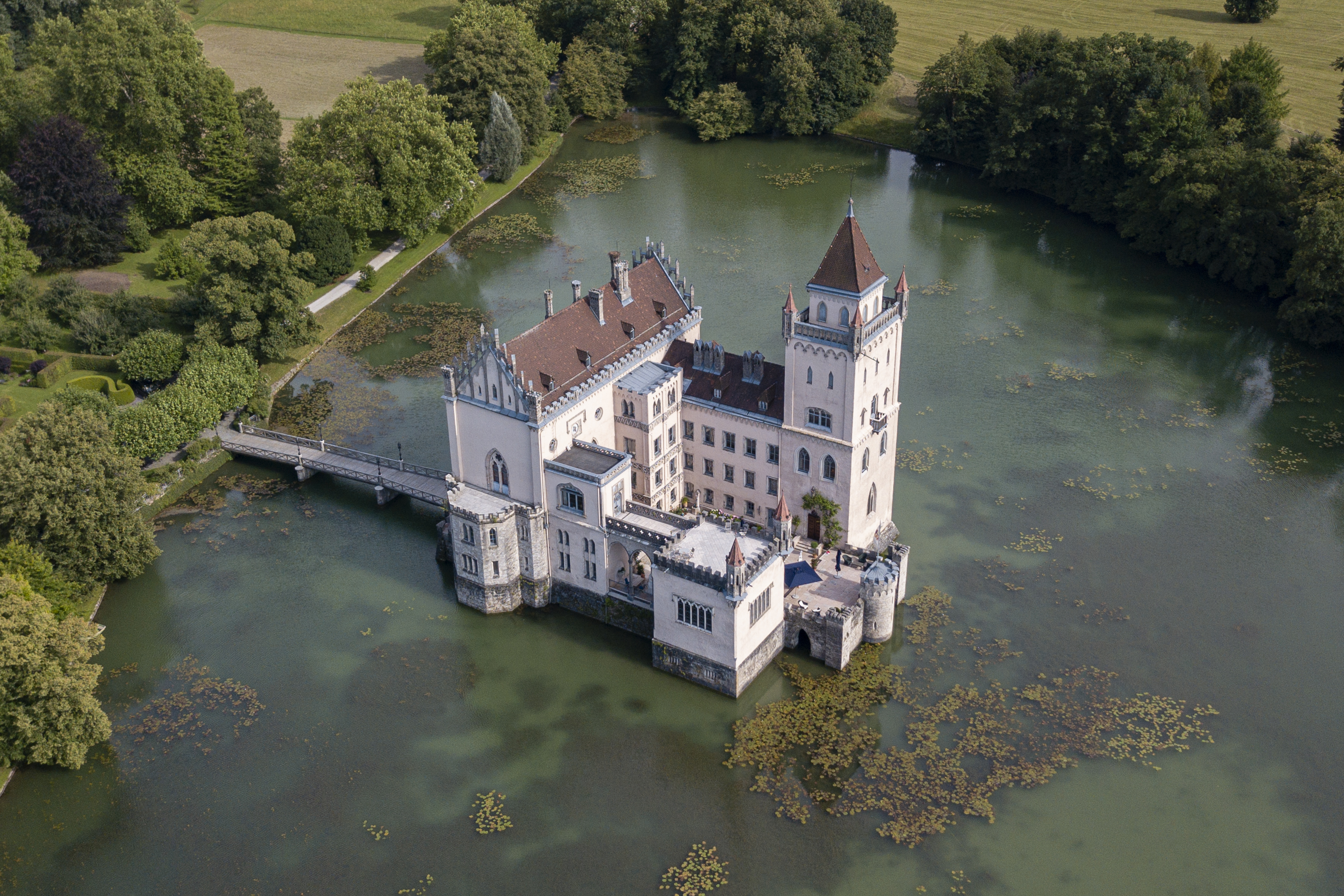
Замок в высоты птичьего полёта
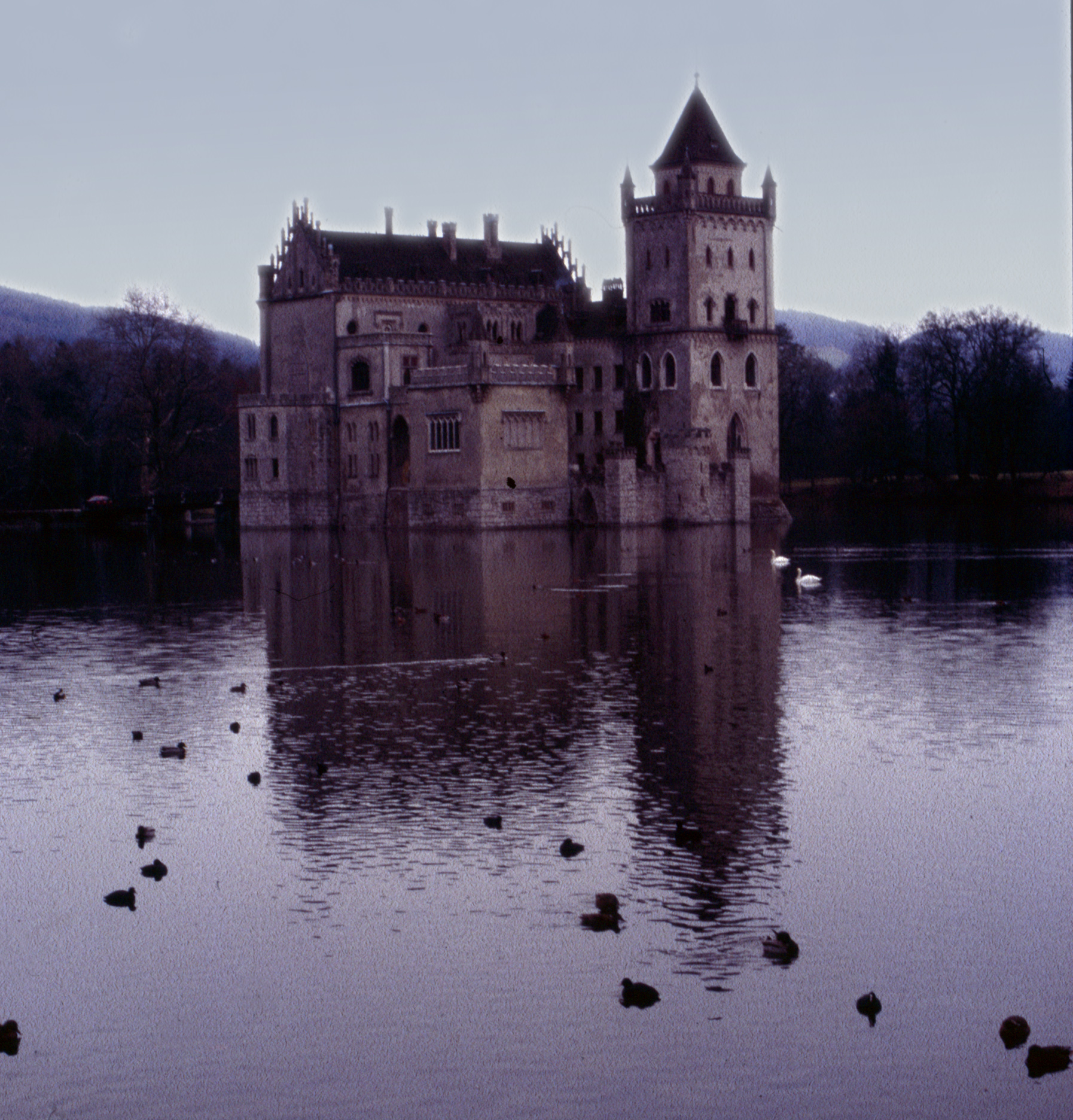
Вид замка в вечерних сумерках
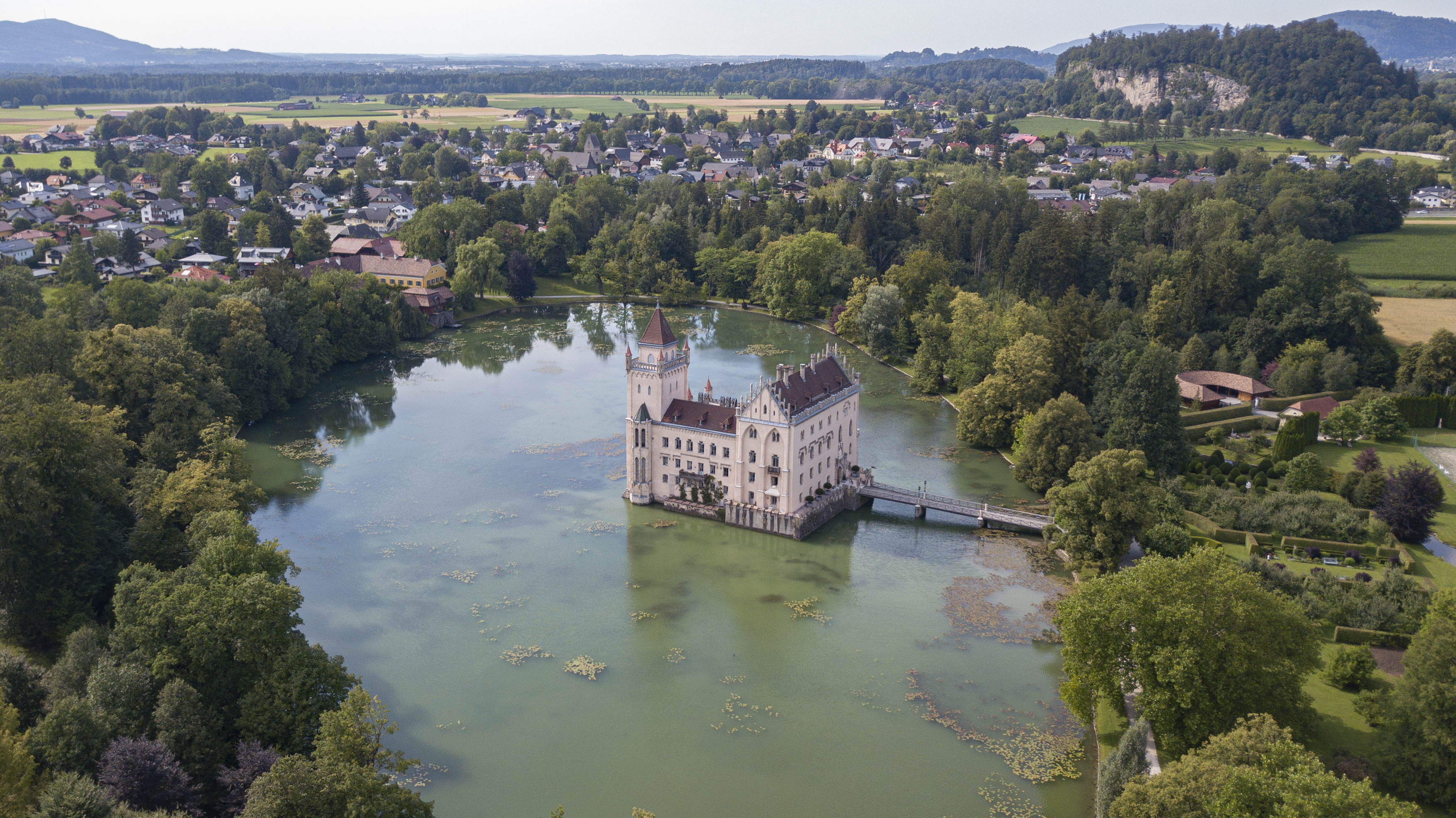
Замок на фоне южной окраины Зальцбурга
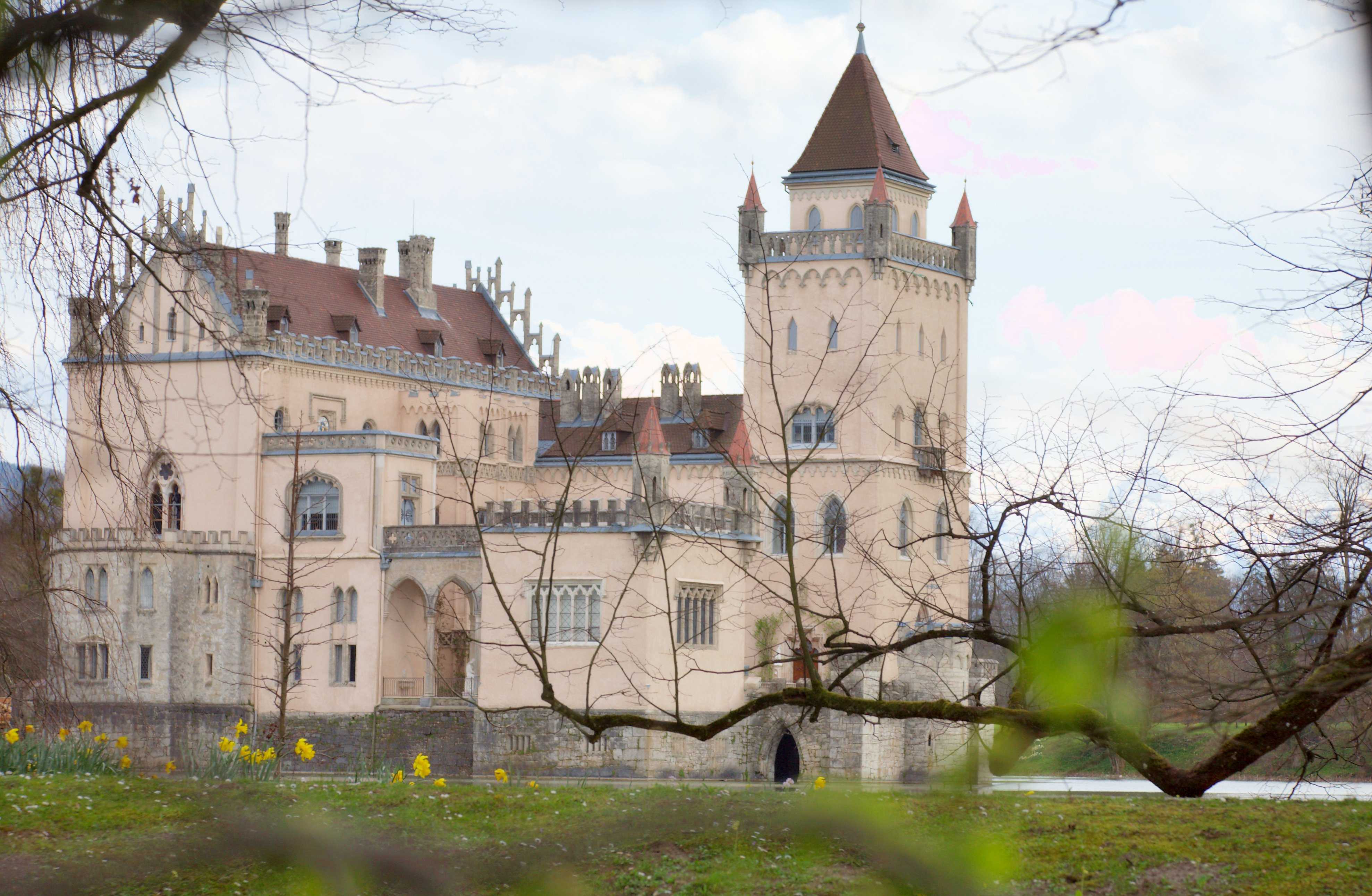
Вид замка из парка
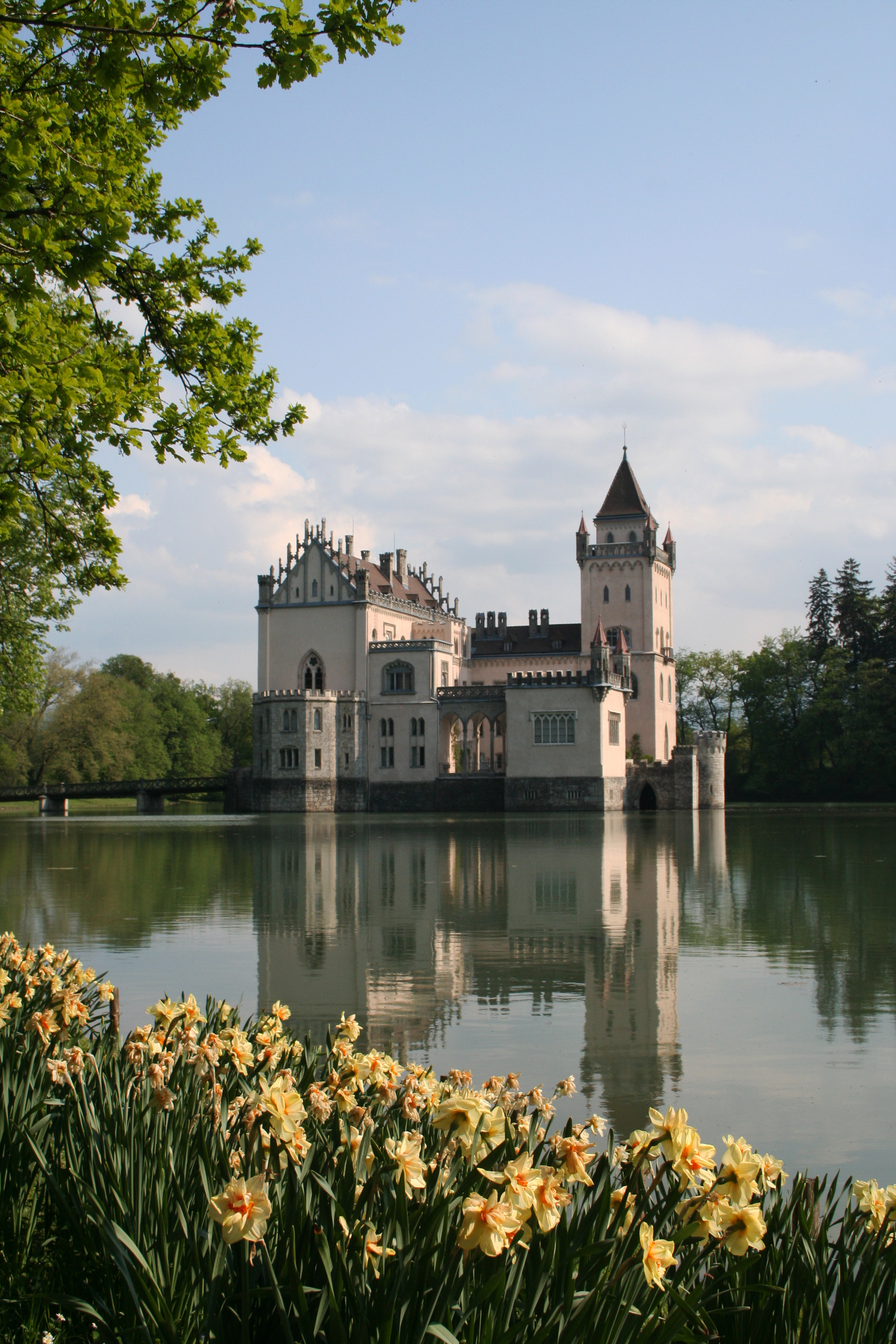
Вид замка летом